# Sauda kommun
Sauda kommun (norska: Sauda kommune) är en kommun i landskapet Ryfylke i Rogaland fylke i sydöstra Norge. Kommunens centralort är tätorten Sauda.

## Administrativ historik
Sauda kommun upprättades 1842 genom utbrytning ur Suldals kommun. Kommunen hade 1 584 invånare vid upprättandet. Sedan dess har kommunens gränser förblivit oförändrade.

## Näringsliv
Franska Eramet driver det traditionsrika Sauda smelteverk, som står för en stor del av världens produktion av legeringen ferromangan (järn-mangan). Eramet Norway AS, som är smältverkets namn, är fortfarande en viktig del av näringslivet i Sauda. Det har 175 anställda och är kommunens näst största arbetsgivare, efter Sauda kommun.

## Tätorter
I Sauda kommun finns en tätort:
- Sauda (centralort)

## Socknar
Inom Norska kyrkan motsvaras Sauda kommun av Sauda socken i Ryfylke prosteri i Bjørgvins stift.

## Bilder

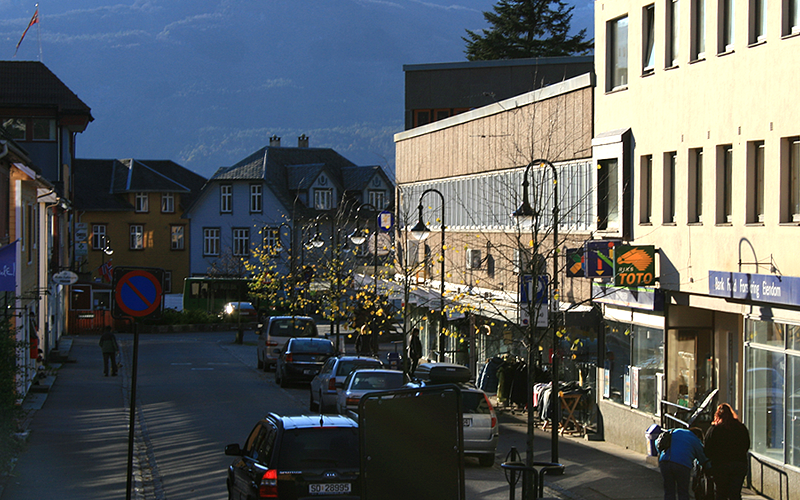
Skulegata i centrala Sauda.
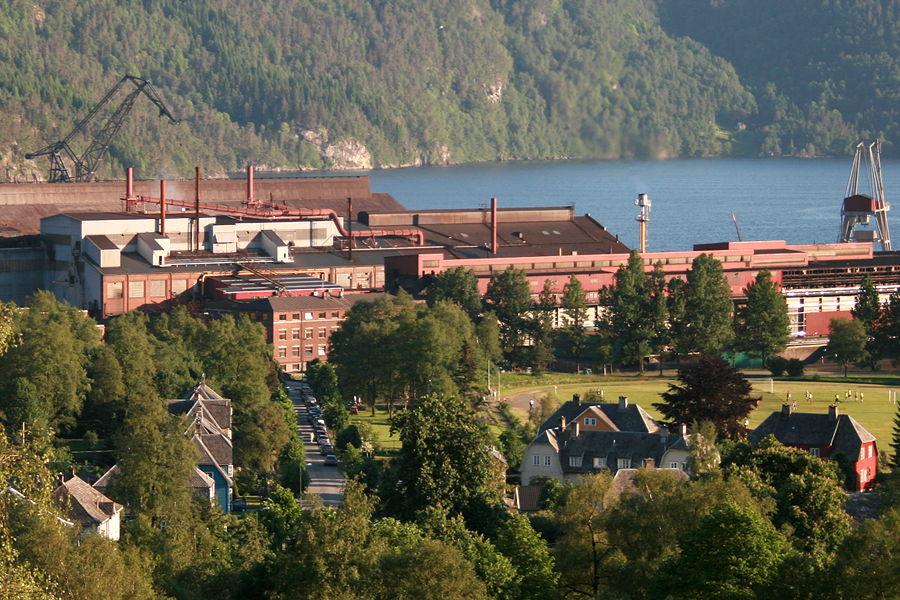
Smältverket i Sauda.